# Temporada 1984-85 de l'NBA
La temporada 1984-85 de l'NBA fou la 39a temporada de la història de l'NBA. La temporada va finalitzar amb Los Angeles Lakers com a campions després de guanyar en la final als Boston Celtics per 4-2.

## Classificacions

### Conferència Est
| Equip              | V  | D  | %V   | P  |
| ------------------ | -- | -- | ---- | -- |
| Boston Celtics     | 63 | 19 | ,768 | -  |
| Philadelphia 76ers | 58 | 24 | ,707 | 5  |
| New Jersey Nets    | 42 | 40 | ,512 | 21 |
| Washington Bullets | 40 | 42 | ,488 | 23 |
| New York Knicks    | 24 | 58 | ,293 | 39 |

| Equip               | V  | D  | %V   | P  |
| ------------------- | -- | -- | ---- | -- |
| Milwaukee Bucks     | 59 | 23 | ,720 | -  |
| Detroit Pistons     | 46 | 36 | ,561 | 13 |
| Chicago Bulls       | 38 | 44 | ,463 | 21 |
| Cleveland Cavaliers | 36 | 46 | ,439 | 23 |
| Atlanta Hawks       | 34 | 48 | ,415 | 25 |
| Indiana Pacers      | 22 | 60 | ,268 | 37 |

### Conferència Oest
| Equip             | V  | D  | %V   | P  |
| ----------------- | -- | -- | ---- | -- |
| Denver Nuggets    | 52 | 30 | ,634 | -  |
| Houston Rockets   | 48 | 34 | ,585 | 4  |
| Dallas Mavericks  | 44 | 38 | ,537 | 8  |
| San Antonio Spurs | 41 | 41 | ,500 | 11 |
| Utah Jazz         | 41 | 41 | ,500 | 11 |
| Kansas City Kings | 31 | 51 | ,378 | 21 |

| Equip                  | V  | D  | %V   | P  |
| ---------------------- | -- | -- | ---- | -- |
| Los Angeles Lakers C   | 62 | 20 | ,756 | -  |
| Portland Trail Blazers | 42 | 40 | ,512 | 20 |
| Phoenix Suns           | 36 | 46 | ,439 | 26 |
| Los Angeles Clippers   | 31 | 51 | ,378 | 31 |
| Seattle SuperSonics    | 31 | 51 | ,378 | 31 |
| Golden State Warriors  | 22 | 60 | ,268 | 40 |

* V: Victòries
* D: Derrotes
* %V: Percentatge de victòries
* P: Partits de diferència respecte a la primera posició
* C: Campió

## Estadístiques
| Categoria                    | Jugador                | Equip                | Mitjana/% |
| ---------------------------- | ---------------------- | -------------------- | --------- |
| Punts per partit             | Bernard King           | New York Knicks      | 32,9      |
| Rebots per partit            | Moses Malone           | Atlanta Hawks        | 13,1      |
| Assistències per partit      | Isiah Thomas           | Detroit Pistons      | 13,9      |
| Robatoris per partit         | Micheal Ray Richardson | New Jersey Nets      | 3,0       |
| Taps per partit              | Mark Eaton             | Utah Jazz            | 5,6       |
| Percentatge de tirs de campo | James Donaldson        | Los Angeles Clippers | 63,7      |
| Percentatge de tirs lliures  | Kyle Macy              | Phoenix Suns         | 90,7      |
| Percentatge de tirs de tres  | Byron Scott            | Los Angeles Lakers   | 43,3      |

## Premis
- MVP de la Temporada
  -  Larry Bird (Boston Celtics)
- Rookie de l'any
  -  Michael Jordan (Chicago Bulls)
- Millor defensor
  -  Mark Eaton (Utah Jazz)
- Millor sisè home
  -  Kevin McHale (Boston Celtics)
- Entrenador de l'any
  -  Don Nelson (Milwaukee Bucks)
- Primer Quintet de la temporada
  - Larry Bird, Boston Celtics
  - Bernard King, New York Knicks
  - Moses Malone, Philadelphia 76ers
  - Isiah Thomas, Detroit Pistons
  - Magic Johnson, Los Angeles Lakers
- Segon quintet de la temporada
  - Terry Cummings, Milwaukee Bucks
  - Ralph Sampson, Houston Rockets
  - Kareem Abdul-Jabbar, Los Angeles Lakers
  - Michael Jordan, Chicago Bulls
  - Sidney Moncrief, Milwaukee Bucks
- Millor quintet de rookies
  - Charles Barkley, Philadelphia 76ers
  - Sam Perkins, Dallas Mavericks
  - Hakeem Olajuwon, Houston Rockets
  - Sam Bowie, Portland Trail Blazers
  - Michael Jordan, Chicago Bulls
- Primer quintet defensiu
  - Michael Cooper, Los Angeles Lakers
  - Mark Eaton, Utah Jazz
  - Paul Pressey, Milwaukee Bucks
  - Maurice Cheeks, Philadelphia 76ers
  - Sidney Moncrief, Milwaukee Bucks
- Segon quintet defensiu
  - Bobby Jones, Philadelphia 76ers
  - Danny Vranes, Seattle SuperSonics
  - Hakeem Olajuwon, Houston Rockets
  - Dennis Johnson, Boston Celtics
  - T. R. Dunn, Denver Nuggets